# ホームワーク (映画)
『ホームワーク』（ペルシア語: مشق شب Mashgh-e Shab、英語：Homework）は、イランのドキュメンタリー映画である。1989年に公開され、脚本・監督はアッバス・キアロスタミによる。

## 概要
生徒たちは宿題の経緯に関するアッバス・キアロスタミの質問に答えた。彼はなぜ生徒たちが宿題をしないのかを訊いた。生徒個人個人はそれに答える。そのモンタージュに徹し少なくともその意図を操作しない所にこの映画の１つの意図されたドキュメンタリー性は在る。

## キャスト
- ババク・アハマッドプール
- ファルハング・アクハバン
- モハンマド・レザ・ネマツァデェ